# Hylaeus alcyoneus
Hylaeus alcyoneus là một loài Hymenoptera trong họ Colletidae. Loài này được Erichson mô tả khoa học năm 1842.

## Hình ảnh

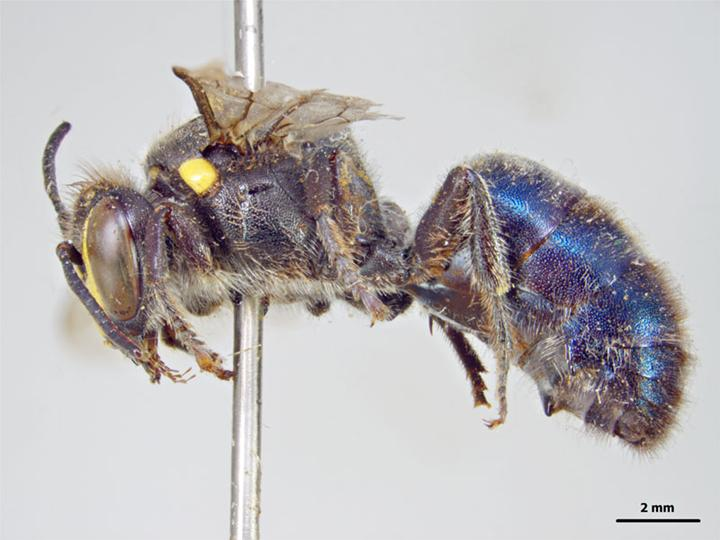
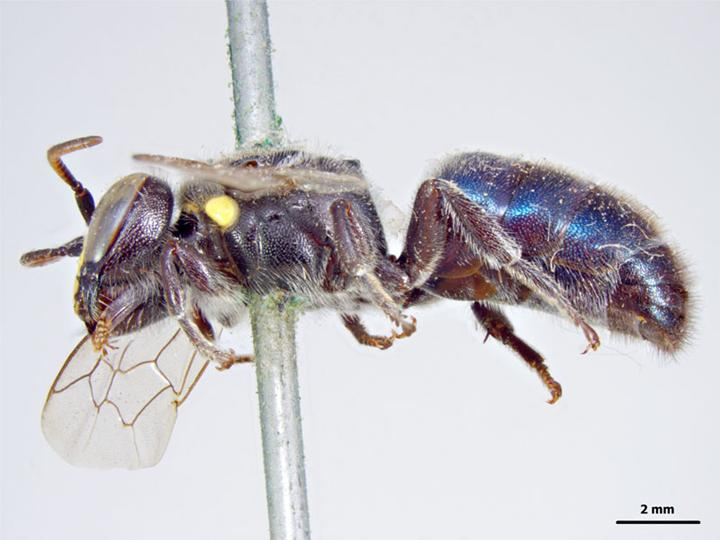